# 日本国における国際連合の軍隊の地位に関する協定の実施に伴う刑事特別法
日本国における国際連合の軍隊の地位に関する協定の実施に伴う刑事特別法（にほんこくにおけるこくさいれんごうのぐんたいのちいにかんするきょうていのじっしにともなうけいじとくべつほう、昭和29年6月1日法律第151号）は、1954年6月11日に発効した「日本国における国際連合の軍隊の地位に関する協定」(昭和29年条約第12号)に基づく条約国内法として、日本国内にある国際連合の軍隊のうちアメリカ合衆国以外の国が派遣した軍隊に関する刑事手続きに関する日本の法律である。
1954年（昭和29年）6月1日に公布された。

## 構成
- 第一章 総則（第1条）
- 第二章 刑事手続（第2条―第12条）
- 附則